# Konference
En konference kan defineres som et større, officielt møde, hvor deltagere gennem oplevelser, foredrag, underholdning, taler og diskussioner udveksler viden, erfaringer og synspunkter vedrørende bestemte emner. Formålet kan være, at formidle ny viden, skabe debat, sælge bestemte produkter, og lignende.
En konference ligger genremæssigt tæt op af et symposium, en workshop, et seminar eller anden organiseret, formel begivenhed, hvor folk samles for at koordinere, udveksle og formidle oplysninger eller for at udforske et bestemt emne, problemområde eller videnområde.
Konferencer afholdes forskellige steder i Danmark og i udlandet og koncentrerer sig ofte om specifikke emner og områder.